# Publiczna Szkoła Podstawowa nr 4 w Starogardzie Gdańskim
Publiczna Szkoła Podstawowa nr 4 w Starogardzie Gdańskim – to założona w 1914 roku placówka edukacyjna, w której znajdują się oddziały integracyjne.

## Pełna nazwa szkoły
Pełna, zatwierdzona i poprawna nazwa szkoły to:

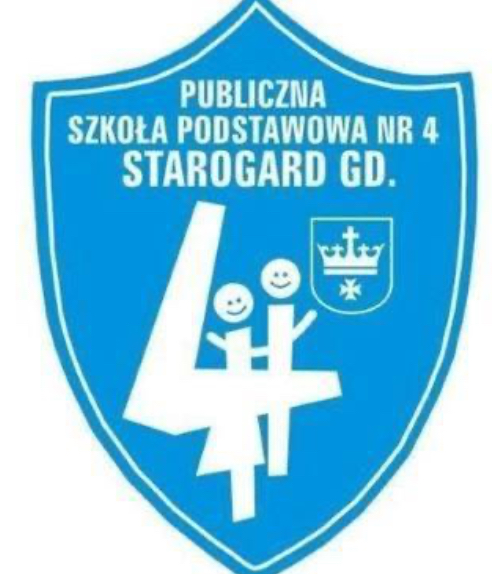
Tarcza Publicznej Szkoły Podstawowej nr 4 z Oddziałami Integracyjnymi im. Juliusza Słowackiego w Starogardzie Gdańskim

Publiczna Szkoła Podstawowa nr 4

z Oddziałami Integracyjnymi

im. Juliusza Słowackiego

w Starogardzie Gdańskim

## Dyrektorzy
- Józef Chmielecki (1945–1949)
- Edmund Falkowski (1949–1955)
- Albin Lubiński (1955–1990)
- Bożena Czyżewska (1990–2004)
- Grzegorz Wróblewski (2004–2014)
- Iwona Lewandowska (2014–2017)
- Martyna Wiśniewska (2017–2018)
- Danuta Pawlish (2018–2019)
- Monika Sengerska (od 2019)

## Historia szkoły
Źródło: publikacja książkowa o historii Starogardu

### Początki istnienia
Początek istnienia szkoły nr 4 przypisuje się na 1914 r., kiedy to w gmachu przy ulicy Chojnickiej w Starogardzie Gdańskim powstała szkoła męska.
20 sierpnia 1933 roku z polecenia Kuratorium Okręgu Szkolnego Poznańskiego powstała Szkoła nr 4 w Starogardzie jako szkoła samodzielna. Placówka mieściła się w wyżej wymienionym gmachu przy ulicy Chojnickiej razem ze Szkołą nr 3, do której należała druga część budynku.
W trakcie II wojny światowej w budynku szkoły mieścił się punkt opatrunkowy dla rannych w walce żołnierzy.

### Dzieje po II wojnie światowej
6 marca 1945 roku Starogard został wyzwolony spod okupacji hitlerowskiej. Zgodnie z tradycją przedwojenną w dniu 3 kwietnia 1945 roku młodzież szkolna zebrała się w kościele parafialnym pod wezwaniem św. Wojciecha na uroczystym nabożeństwie. 1 września 1945 roku do nowej, odrodzonej szkoły zapisano 428 uczniów. Kierownikiem szkoły został Józef Chmielecki. U schyłku lat czterdziestych tworzono szkoły świeckie. Taką szkołę utworzono w 1949 roku pod patronatem Towarzystwa Przyjaciół Dzieci. Nowa placówka edukacyjna zajęła bazę Szkoły nr 3 przy ul. Chojnickiej, natomiast Szkoła nr 3 znalazła swoje lokum tam, gdzie uprzednio miała je szkoła nr 4. Wraz z budynkiem Szkoła nr 3 przejęła także cały majątek „czwórki”. Pozbawieni lokalu uczniowie Szkoły nr 4 podjęli naukę na okres jednego roku w połowie budynku należącego do Szkoły nr 3. Z powodu braków lokalowych uczyli się tam tylko uczniowie klas I – V, natomiast uczniowie klas VI – VII uczyli się w pozostałych szkołach w mieście. Zajęcia odbywały się dopiero po skończonych lekcjach uczniów Szkoły nr 3, wskutek czego trwały nawet do godziny 20.00. W 1949 r. kierownictwo nad szkołą przejął Edmund Falkowski.

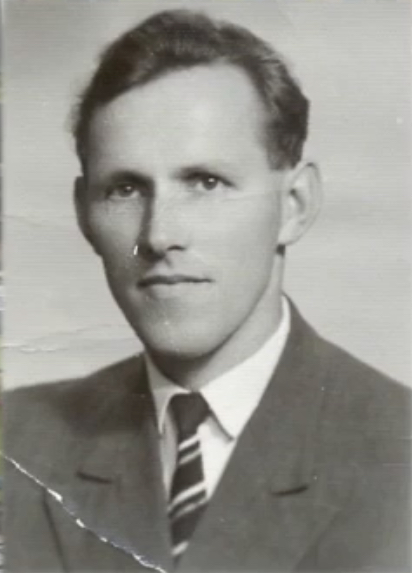
Albin Lubiński, dyrektor szkoły w latach 1955 -1990

### Lata pięćdziesiąte
W 1950 roku Szkoła nr 4 otrzymała nowe lokum. Była to część parteru Szkoły nr 2 przy ul. Sobieskiego 12. Zaledwie pięć lat później dotychczasowy dyrektor – Edmund Falkowski uchwałą Prezydenta Powiatowej Rady Narodowej został mianowany Inspektorem Oświaty. Na jego stanowisko powołano Albina Lubińskiego, który funkcję tę pełnił aż do 1990 roku. W 1958 roku, decyzją władz starogardzkich, na polach i pastwiskach na skraju miasta rozpoczęto budować nową, dużą szkołę. Pierwszą placówkę oświatową w Starogardzie Gdańskim po 1945 roku, symbol powojennej odbudowy.

### W nowym budynku i z nową nazwą

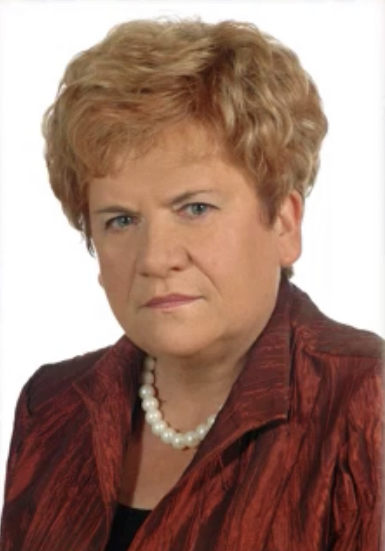
Bożena Czyżewska, dyrektor szkoły w latach 1990 – 2004

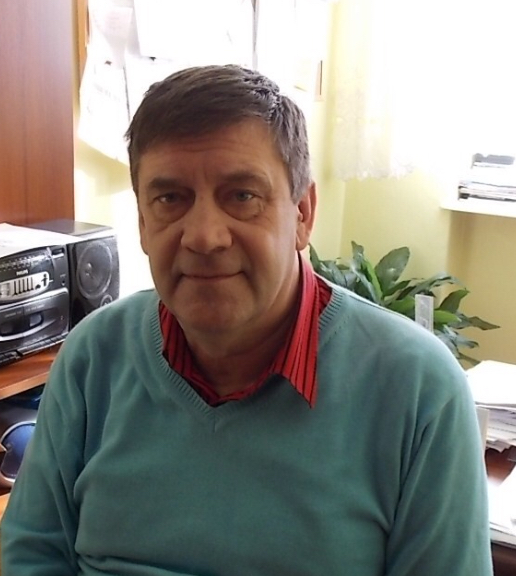
Grzegorz Wróblewski, dyrektor szkoły w latach 2004 – 2014

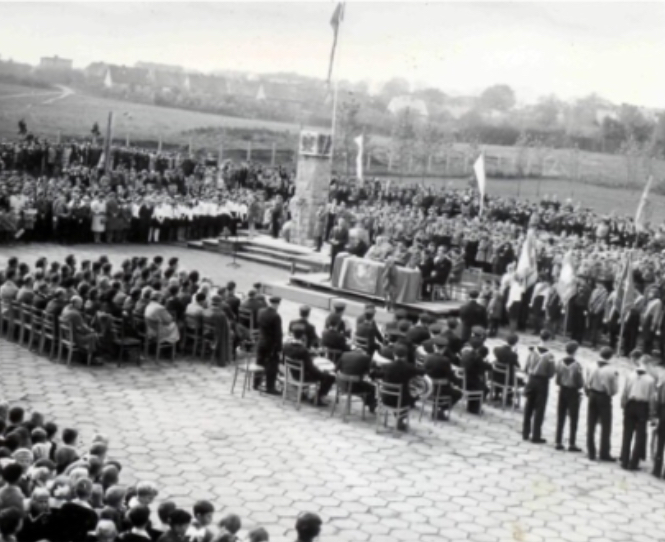
Uroczystość odsłonięcia Pomnika Tysiąclecia, 12 października 1966 roku

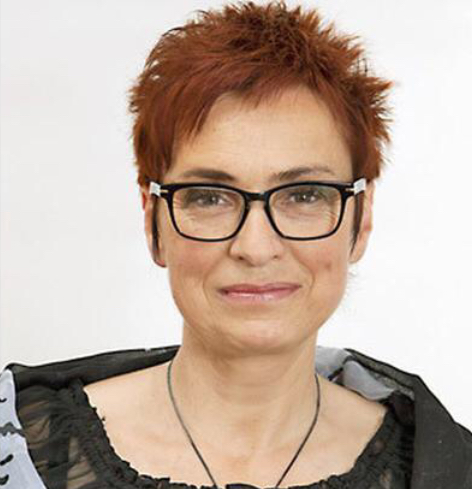
Iwona Lewandowska, dyrektor szkoły w latach 2014 – 2017

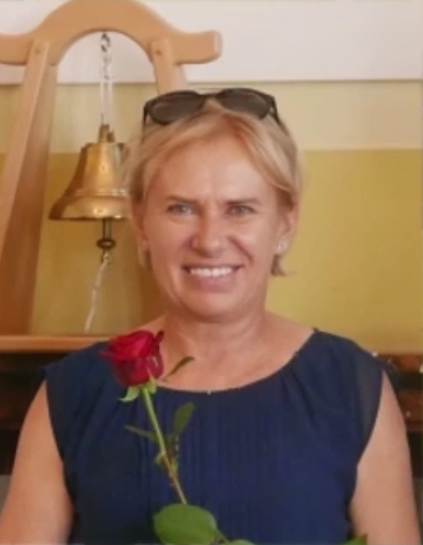
Danuta Pawlish, dyrektor szkoły w latach 2018 – 2019

3 października 1959 roku nastąpiło długo wyczekiwane przeniesienie się uczniów oraz grona pedagogicznego do nowego budynku przy ul. Pomorskiej 6 (obecnie al. Jana Pawła II 4), gdzie szkoła znajduje się do dziś. Wkrótce na wniosek Miejskiej Rady Narodowej w Starogardzie Gdańskim, dnia 1 listopada 1959 roku szkoła otrzymała nową nazwę i swojego patrona w 150 rocznicę jego urodzin. Odtąd nazywano ją Publiczną Szkołą Podstawowa nr 4 im. Juliusza Słowackiego.
29 kwietnia 1961 roku zakład opiekuńczy „Polfa” przekazał szkole pierwszy sztandar szkolny, na którego jednej stronie pod białym orłem w koronie widnieje hasło "Wszystko Tobie Polsko!". Sztandar zaprojektował Ryszard Mroziński, zaś wyhaftowały go hafciarki w zakładzie Zofii Jankowskiej. Dar ten był symbolem łączności zakładu ze szkołą. Razem ze sztandarem szkoła otrzymała w darze czarno-biały telewizor.

### Lata sześćdziesiąte
W latach następnych przy pomocy Prezydium Miejskiej Rady Narodowej wykonano ogrodzenie, drogę dojazdową do szkoły i chodnik wzdłuż południowej i zachodniej strony szkoły. Społeczną pracą rodziców, rzemieślników i przy wydajnej pracy niektórych zakładów pracy ogrodzono działkę szkolną, zbudowano fontannę i wykonano kredens do świetlicy szkolnej. Dzieci sadziły drzewka, wyrównały boisko oraz założyły trawniki, kwietniki i alpinarium. Czynności te wymagały m.in. dowiezienia ponad 250 kubików ziemi urodzajnej. W 19 rocznicę wyzwolenia Starogardu Gdańskiego spod okupacji niemieckiej – 6 marca 1964 roku zorganizowano uroczystą akademię, na której odsłonięto popiersie patrona szkoły – Juliusza Słowackiego. Pomnik został ufundowany przez Komitet Rodzicielski. W marcu 1965 roku szkoła wzbogaciła się o nowe pomieszczenia – dużą salę gimnastyczną i scenę, na której wystawiano rozmaite sztuki teatralne pisane przeważnie przez pana Albina Lubińskiego, na które to schodziły się tłumy z całego miasta. Władze szkoły w 1966 roku postanowiły uczcić jubileusz 1000-lecia Państwa Polskiego przez zbudowanie  pięknego pomnika tysiąclecia w rejonie boiska. Na pomniku widnieje hasło przewodnie: "Tobie Polsko". Uroczystość jego odsłonięcia nastąpiła 12 października 1966 r. Pod kryptą złożono urny z ziemią z pól bitewnych i miejsc upamiętnionych uczestnictwem Polaków, między innymi Grunwaldu, Westerplatte, Szpęgawska, Sztuttowa, Warszawy i Kołobrzegu. Tego samego dnia przekazano sztandar harcerskiemu szczepowi "Orły Północy".

### Lata siedemdziesiąte
W maju 1970 roku w czynie społecznym wybudowano dla szkoły harcówkę, w której obecnie znajduje się szkolna biblioteka. 3 października 1972 roku miało miejsce pierwsze pasowanie na ucznia, niecodzienna uroczystość. W 1975 roku odbyła się uroczystość odsłonięcia obelisku z wizerunkiem Juliusza Słowackiego przed budynkiem szkoły, którą uświetniły występy dzieci. Do użytku oddano też pracownię zajęć praktyczno-technicznych dla chłopców. W tym samym roku starogardzka "Czwórka" zdobyła 1 miejsce w konkursie czystości organizowanym przez Urząd Miejski w Starogardzie Gd.

### Lata osiemdziesiąte
W 1984 roku do szkoły dobudowano nowy, 14 izbowy budynek, zwany obecnie „Nową Szkołą”, w którym dziś uczą się dzieci w klasach I – III, a w 1987 roku oddano do użytku pracownię dziewcząt. Dwa lata później budynek szkolny otrzymał nową elewację zewnętrzną. W 1987 roku harcerze i zuchy otrzymali nowy sztandar harcerski, ufundowany przez panią Danutę Trzeciak.

### Współczesność

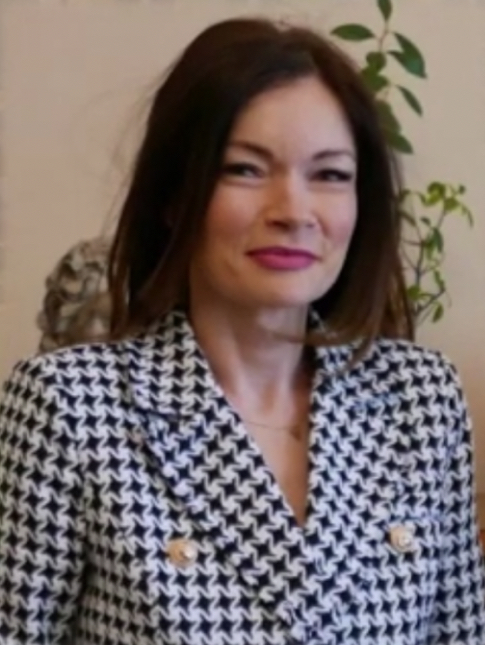
Monika Sengerska, obecna dyrektor szkoły

W 1990 r. dyrektor – Albin Lubiński odszedł na emeryturę. Kierownictwo nad szkołą objęła Bożena Czyżewska sprawująca tę funkcję do 2004 roku. W 1991 roku rozpoczęto budowę filii szkoły przy ulicy Sienkiewicza, jednak początkowo należała ona do Publicznej Szkoły Podstawowej nr 1. Dopiero w 1999 roku, kiedy to Szkoła nr 1 zmieniła się w Gimnazjum nr 1, filię przekazano Szkole nr 4. W roku 2000 w szkole utworzono pierwszą w historii miasta klasę integracyjną. Wkrótce zmieniono nazwę na Publiczna Szkoła Podstawowa nr 4 z oddziałami integracyjnymi im. Juliusza Słowackiego w Starogardzie Gdańskim, gdyż w przyszłym roku szkolnym utworzono także nowe klasy specjalne. Odtąd Szkoła nr 4 pozwalała na naukę również dzieciom niepełnosprawnym. Podczas wakacji w 2004 roku przebudowano filię odnowiono elewację. W nowym roku szkolnym kierownictwo nad szkołą przejął Grzegorz Wróblewski. W 2006 roku odsłonięto tablicę pamiątkową ku czci Albina Lubińskiego, "długoletniemu dyrektorowi i budowniczemu tej szkoły, twórcy i miłośnikowi teatru- Pracownicy i uczniowie". Na początku 2007 roku do filii dobudowano z funduszu Unii Europejskiej podjazd dla wózków inwalidzkich, aby umożliwić osobom poruszającym się na nich uczestnictwo w zajęciach. Dziś tzw. „Filia” nie należy już do Szkoły Podstawowej nr 4. W budynku przy al. Jana Pawła II 4 uczą się dzieci w klasach I – VIII. Na przestrzeni lat w Szkole nr 4 zmieniało się obejście oraz elewacja budynku. Modernizowano wnętrze, a także pracownie przedmiotowe. Powiększono świetlicę szkolną o kilka pomieszczeń, wyremontowano i zakupiono nowe zabawki i pomoce. Wybudowano nowy plac zabaw, a także zamontowano nowe ogrodzenie. Na dachu budynku zainstalowano panele słoneczne. Podczas kierownictwa dyrektor Iwony Lewandowskiej, która pełniła tę funkcję od 2014 roku do 2017 r. odrestaurowano bibliotekę szkolną oraz czytelnię, z Funduszu Obywatelskiego miasta Starogard Gdański gruntownie odrestaurowano salę gimnastyczną i scenę, a także wybudowano wielofunkcyjny kompleks boisk. W związku z reformą szkolnictwa w 2017 roku w szkole stworzono nowoczesne pracownie: chemiczną, fizyczną, geograficzną, a także biologiczno-przyrodniczą. W 2020 roku pod kierownictwem dyrektor Moniki Sengerskiej, gruntowny remont przeszedł plac apelowy, na którym odbywają się najważniejsze dla szkoły uroczystości.

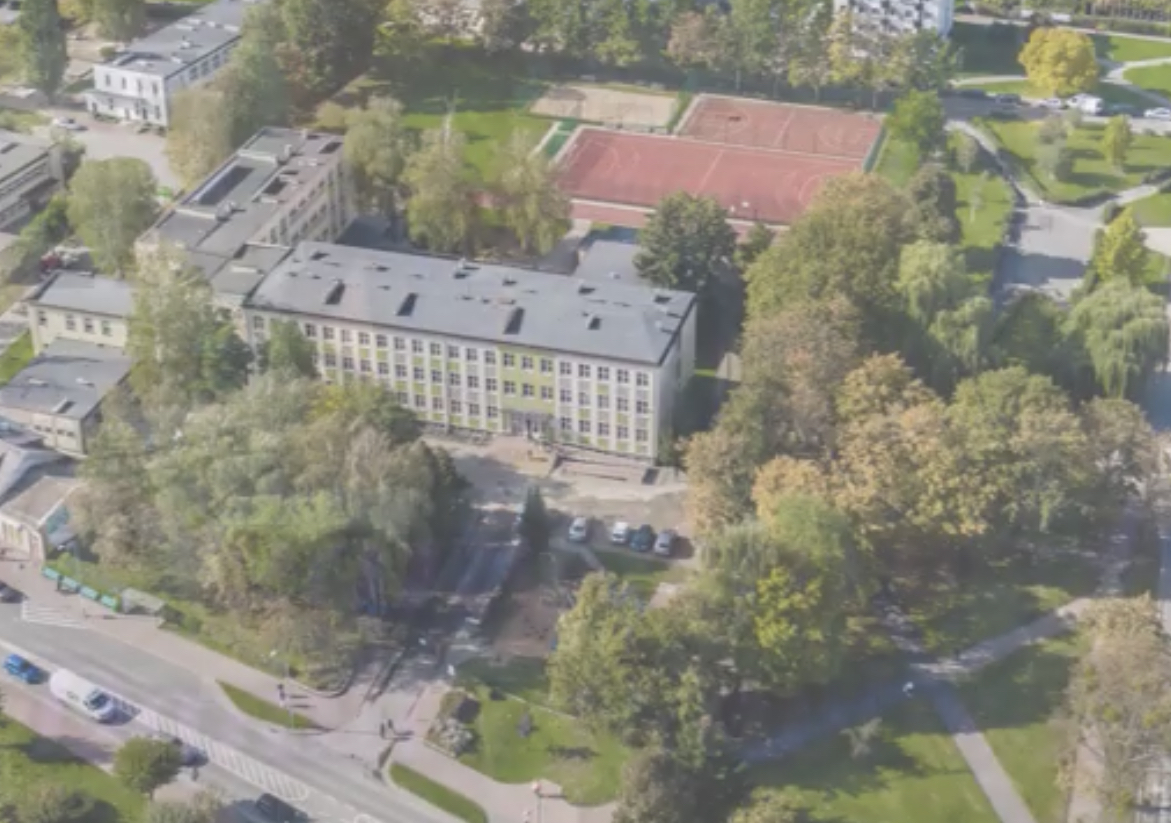
Publiczna Szkoła Podstawowa nr 4 w Starogardzie Gdańskim – widok z lotu ptaka

## Hymn Szkoły
Witaj nam szkoło serdeczna!
Nie zmarnujemy dnia.
Wiemy – to nasza jest przyszłość
Wiemy to – ty i ja.
____________________________
W domu zostają zabawki,
I wszyscy, których kochamy.
My bierzemy tornistry,
Na chwilę się żegnamy.
____________________________
Będę poznawał co piękne
Honoru szkoły strzegł.
Będę godnym Polakiem

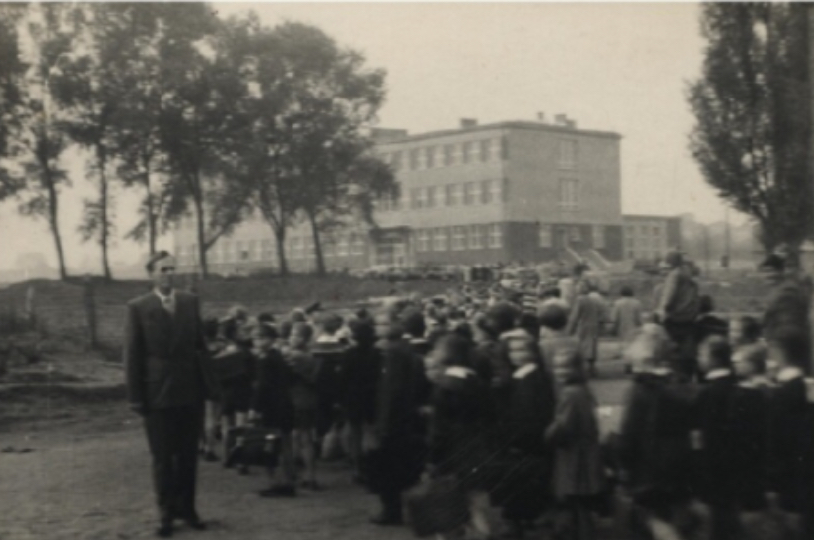
Przejście uczniów oraz nauczycieli w uroczystym pochodzie do nowego budynku, 3 października 1959 roku

Co przyjaźń ceni jak chleb. 
Autorem tego hymnu jest Anna Czerniejewska, długoletnia współpracowniczka kierownika szkoły Albina Lubińskiego. Pieśń ta jest dziś śpiewana przez uczniów Szkoły nr 4, podczas ważnych momentów dla szkoły i uroczystości.
Tradycje, zwyczaje i ciekawostki
Na pamiątkę otrzymania przez szkołę własnego budynku, dzień 3 października stał się Świętem Szkoły. W tym dniu każdego roku odbywa się pasowanie na uczniów. Zwyczajem są coroczne wymarsze młodzieży w pierwszych dniach września do lasu szpęgawskiego dla uczczenia pamięci pomordowanych w czasie II wojny światowej.

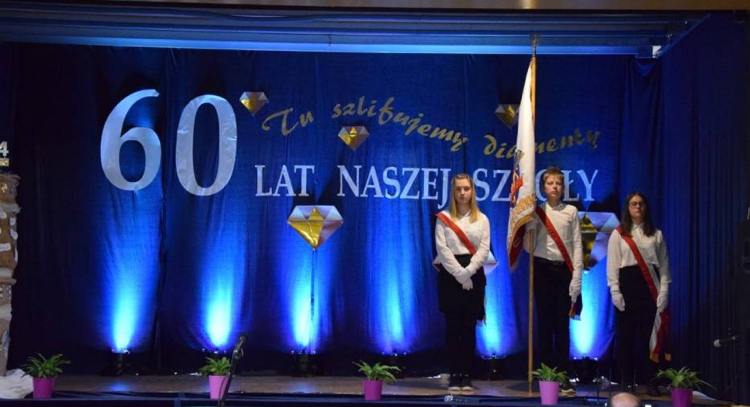
Obchody diamentowego jubileuszu 60-lecia Szkoły w 2019 roku

- Szkoła posiada izbę regionalną założoną przez mgr Agnieszkę Cieślewicz-Kwaśniewską, w której znajdują się liczne eksponaty związane z Kociewiem wykonane przez wielu artystów z tego regionu.
- W roku szkolnym 2002/2003 szkoła ubiegała się o tytuł „Szkoły z klasą”. Patronat nad akcją objął prezydent Aleksander Kwaśniewski. W maju 2003 roku szkoła otrzymała ten tytuł i specjalną nagrodę, jaką było wyposażenie nowej pracowni komputerowej.

## Osiągnięcia Szkoły
Najważniejsze osiągnięcia PSP4 w Starogardzie Gdańskim w ostatnich latach:
ROK SZKOLNY 2016/2017
- Czwórbój Lekkoatletyczny – vice mistrzostwo powiatu – Starogard Gdański – dziewczęta
- Badminton drużynowy – finał WIMS Gniew – III miejsce – brązowy medal
- Tenis stołowy – drużynowy – finał WIMS Gdynia – III miejsce – brązowy medal
- Szachy drużynowe – 1/2 finału WIMS Kolbudy – II miejsce
- Sztafetowe biegi przełajowe – vice mistrzostwo powiatu – Kaliska
- Tenis stołowy – drużynowy – 1/2 finału WIMS Konarzyny – II miejsce
- Ogólnopolski Internetowy Przegląd Szkolnych Zespołów Teatralnych TVP. SA – I miejsce w etapie wojewódzkim, awans do etapu ogólnopolskiego – zespół Pleciuga
- „Recytujemy prozę i poezję kociewską” – I miejsce w konkursie powiatowym i miejsce w konkursie finałowym.
- Ogólnopolski Konkurs Literacki dla Dzieci z Dysleksją Rozwojową – I miejsce
- Wojewódzki Konkurs Poetycki „Radość Pisania” – I miejsce
- Wojewódzki Konkurs Literacki "Pod ojczystym niebem" – I miejsce
- Wojewódzki Konkurs Języka Polskiego – uzyskanie tytułu finalistów konkursu wojewódzkiego
- Wojewódzki Konkurs Matematyczny szkół podstawowych – uzyskanie tytułu finalisty
- Rejonowy Konkurs Przyrodniczo – Ekologiczny – I miejsce

ROK SZKOLNY 2013/2014
- Julia Karpała – finalistka Wojewódzkiego Konkursu Języka Polskiego dla szkół podstawowych – Gdańsk
- I miejsce w Powiatowych Igrzyskach Młodzieży Szkolnej w Mini Piłce Siatkowej „Czwórek” – Lubichowo
- ROK SZKOLNY 2012/2013
- Złoty Medal Mistrzostwa Polski Młodziczek w Piłce Dziewcząt – Człuchów
- I miejsce Mistrzostwa Pomorza "Orlik Volleymania 2012" w Piłce Siatkowej Dziewcząt – Człuchów
- VI miejsce Mistrzostwa Polski o Puchar "Kinder + Sport 2011" w Mini Piłce Siatkowej "Czwórek" Dziewcząt – Zabrze

ROK SZKOLNY 2011/2012
- IV miejsce Mistrzostwa Polski o Puchar "Kinder + Sport 2012" w Mini Piłce Siatkowej "Czwórek" Dziewcząt – Zabrze
- IV miejsce Mistrzostwa Polski Szkół Podstawowych SZS w Mini Piłce Siatkowej Dziewcząt – Rawa Mazowiecka
- I miejsce Mateusz Strzelecki Rejonowy Konkurs Matematyczny – Starogard Gdański
- Złoty medal Mistrzostwa Pomorza w Mini Piłce Siatkowej Czwórek Dziewcząt – Gdańsk
- II miejsce Powiatowy Konkurs Ekologiczny – Starogard Gdański
- Złoty medal XL Finał Wojewódzkich Igrzysk Młodzieży Szkolnej w Mini Piłce Siatkowej Dziewcząt – Pelplin

ROK SZKOLNY 2010/2011
- I miejsce Julia Cyrzan XXVIII Finał Wojewódzkiego Konkursu Recytatorskiego Poezji Polskiej – Sopot
- Brązowy medal XXXIX Finał Wojewódzkich Igrzysk Młodzieży Szkolnej w Mini Piłce Siatkowej Dziewcząt – Starogard Gdański
- Brązowy medal Mistrzostw Polski o Puchar "Kinder + Sport 2010" w Mini Piłce Siatkowej "Trójek" Dziewcząt – Zabrze

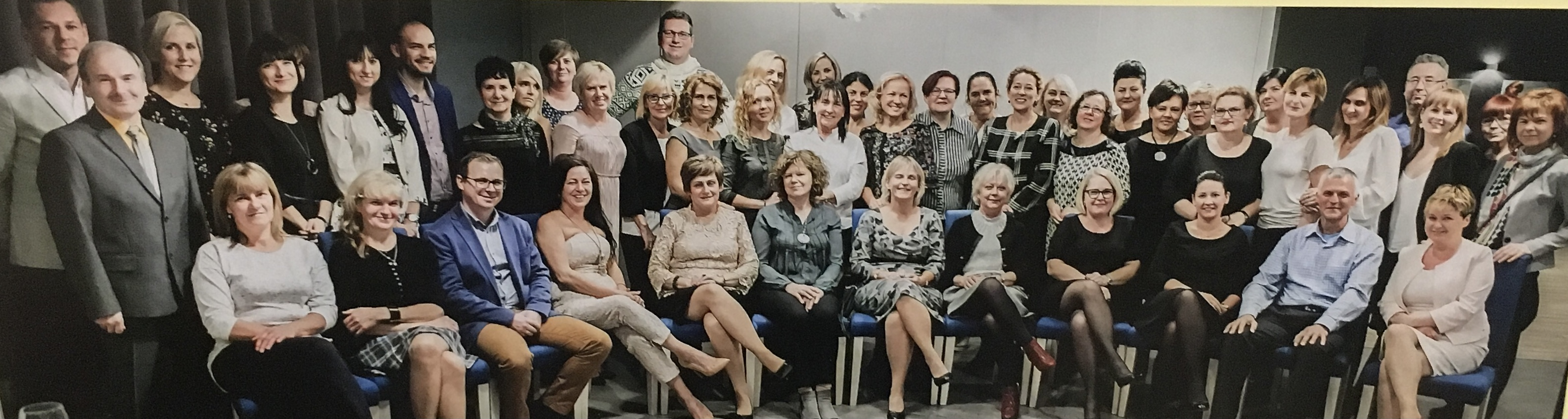
Obecne grono pedagogiczne i pracownicy szkoły

## Znani absolwenci
- Kazimierz Deyna[4] – piłkarz
- Anna Szarmach – piosenkarka
- Piotr Wiśniewski – piłkarz
- Zbigniew Rompa – bokser i trener bokserski
- Michał Ziemiański – uczestnik wypraw naukowych w Spitsbergen
- Mariusz Urbański – profesor habilitowany matematyki w USA